# Barleria observatrix
Barleria observatrix es una especie de planta floral del género Barleria, familia Acanthaceae.
Es nativa de Mauricio.